# Aloys Wenzel von Kaunitz-Rietberg (obraz Giovanniego Battisty Lampiego starszego)
Aloys Wenzel von Kaunitz-Rietberg – obraz olejny włoskiego malarza Jana Chrzciciela Lampiego. Portret przedstawia austriackiego dyplomatę księcia Aloysa Wenzela von Kaunitza-Rietberga. Znajduje się w prywatnej kolekcji.